# Nonacarbonyle de difer
Cet article possède un paronyme, voir Carbonyle de fer.
Le nonacarbonyle de difer, également appelé difer nonacarbonyle par anglicisme, est un composé chimique de formule Fe2(CO)9. Il s'agit d'un carbonyle de métal constitué de neuf groupes carbonyle CO et de deux centres fer Fe. Il se présente sous la forme d'un solide orange non volatil, ce qui en diminue la dangerosité par rapport au pentacarbonyle de fer Fe(CO)5, et pratiquement insoluble dans les solvants usuels. Il constitue également une source de fer plus réactive que le Fe(CO)5.
La photolyse d'une solution de pentacarbonyle de fer Fe(CO)5 dans l'acide acétique CH3COOH fournit du nonacarbonyle de difer Fe2(CO)9 avec de bons rendements :
2 Fe(CO)5 → Fe2(CO)9 + CO.
Fe2(CO)9 est formé de deux unités Fe(CO)3 liées par trois ligands pontants CO : l'absence de liaison Fe–Fe directe a été clairement établie de façon cohérente par les différentes études théoriques qui ont été menées sur le sujet. L'élucidation de la configuration spatiale de l'agrégat atomique Fe2(CO)9 s'est avérée difficile en raison de sa faible solubilité, qui en empêche la croissance cristalline. La spectroscopie Mössbauer a permis d'identifier un doublet quadrupôle cohérent avec le groupe de symétrie D3h.
Le nonacarbonyle de difer est un réactif important en chimie des composés organométalliques et intervient parfois en synthèse organique.